# Dimbsthal
Dimbsthal (deutsch auch Dimbstal) ist eine französische Gemeinde mit 325 Einwohnern (Stand 1. Januar 2021) im Département Bas-Rhin in der Europäischen Gebietskörperschaft Elsass und in der Region Grand Est.

## Lage
Die Gemeinde Dimbsthal liegt am Fuß der Vogesen, sieben Kilometer südlich der Zaberner Steige. Die Nachbargemeinden sind Marmoutier im Nordosten, Singrist im Osten, Salenthal im Südosten und Birkenwald und Hengwiller im Südwesten.

## Geschichte
Wappenbeschreibung: In Rot ein silberner Krummstab.

### Mittelalter
Dimbsthal gehörte zur Herrschaft Ochsenstein. Es war ein Lehen des Bischofs von Metz. Als die Familie derer von Ochsenstein im Mannesstamm mit Georg von Ochsenstein 1485 ausstarb, gelangte das Erbe über dessen Schwester an die Grafen von Zweibrücken-Bitsch.

### Neuzeit
1570 kam es zu einem weiteren Erbfall, der Dimbsthal zur Grafschaft Hanau-Lichtenberg brachte: Graf Jakob von Zweibrücken-Bitsch (* 1510; † 1570) und sein schon 1540 verstorbener Bruder Simon V. Wecker hinterließen nur jeweils eine Tochter als Erbin. Die Tochter des Grafen Jakob, Margarethe (* 1540; † 1569), war mit Philipp V. von Hanau-Lichtenberg (* 1541; † 1599) verheiratet. Zu dem sich aus dieser Konstellation ergebenden Erbe zählte auch die Herrschaft Ochsenstein. In der Verwaltungsstruktur der Grafschaft Hanau-Lichtenberg wurde Dimbsthal dem Amt Westhofen zugeschlagen. Philipp V. von Hanau-Lichtenberg führte in den ererbten Gebieten sofort die Reformation durch, die wie sein übriges Herrschaftsgebiet nun lutherisch wurden.
Mit der Reunionspolitik Frankreichs unter König Ludwig XIV. kamen das Amt Westhofen und Dimbsthal unter französische Oberhoheit. Im 18. Jahrhundert aber gehörte Dimbsthal nicht mehr zum Amt Westhofen, das nach dem Tod des letzten Hanauer Grafen, Johann Reinhard III., 1736 an den Sohn seiner einzigen Tochter, Charlotte, den Erbprinzen und späteren Landgrafen Ludwig (IX.) von Hessen-Darmstadt fiel.

### Bevölkerungsentwicklung
| Jahr                       | 1962 | 1968 | 1975 | 1982 | 1990 | 1999 | 2010 | 2021 |
| -------------------------- | ---- | ---- | ---- | ---- | ---- | ---- | ---- | ---- |
| Einwohner                  | 200  | 207  | 214  | 217  | 235  | 278  | 302  | 325  |
| Quellen: Cassini und INSEE |      |      |      |      |      |      |      |      |

## Sehenswürdigkeiten
- Kirche Saint-Symphorien

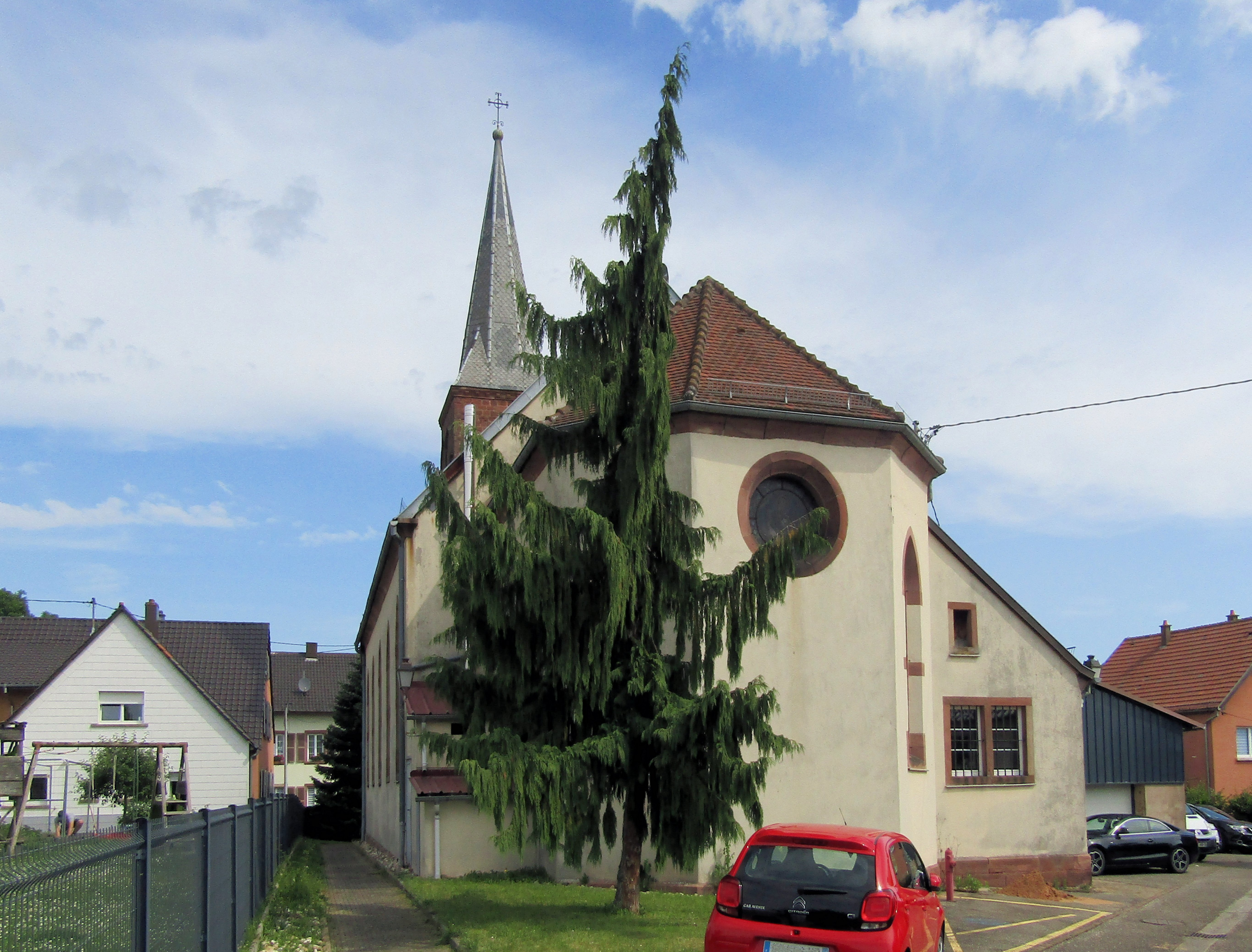
Südseite der Kirche
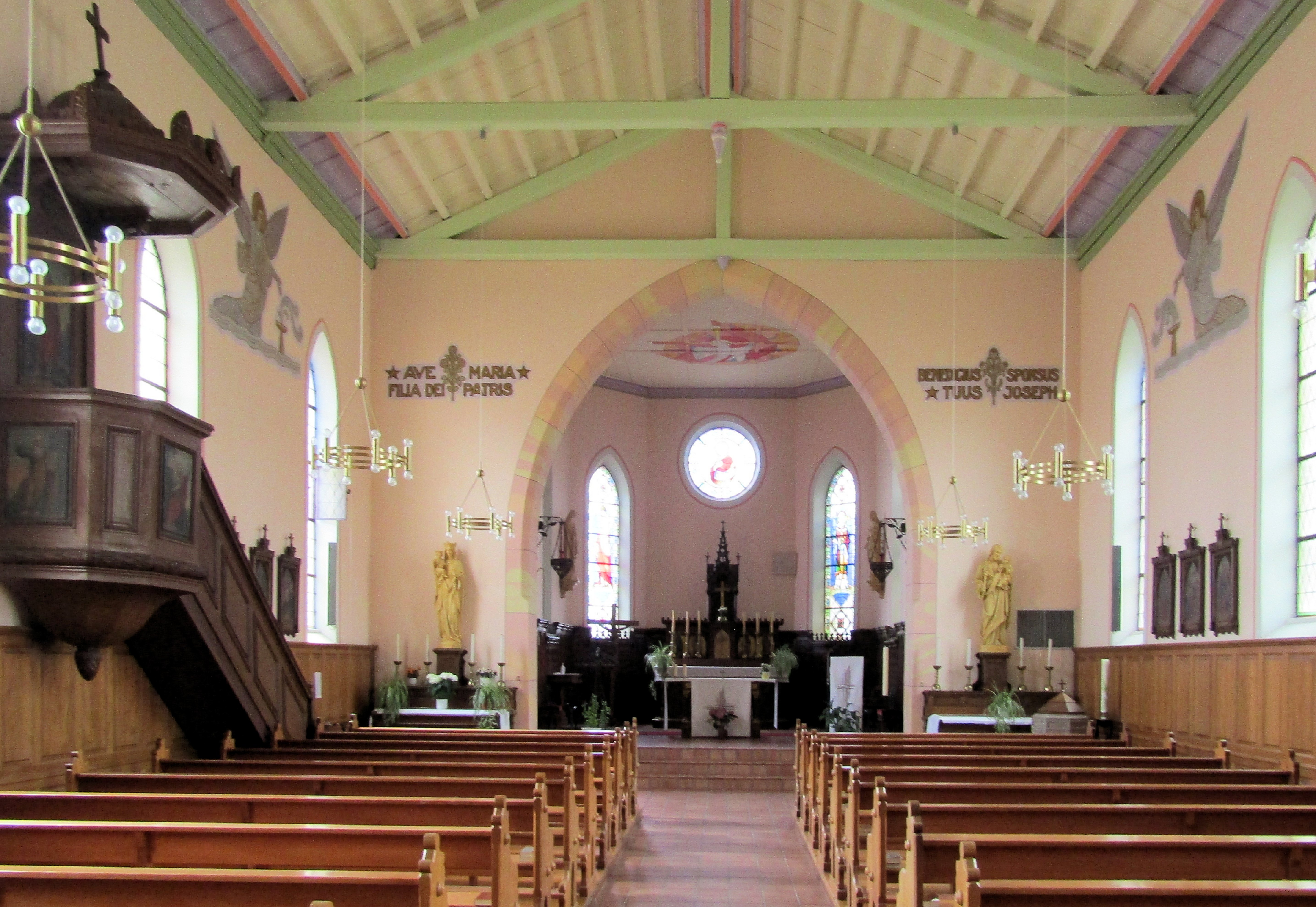
Altar
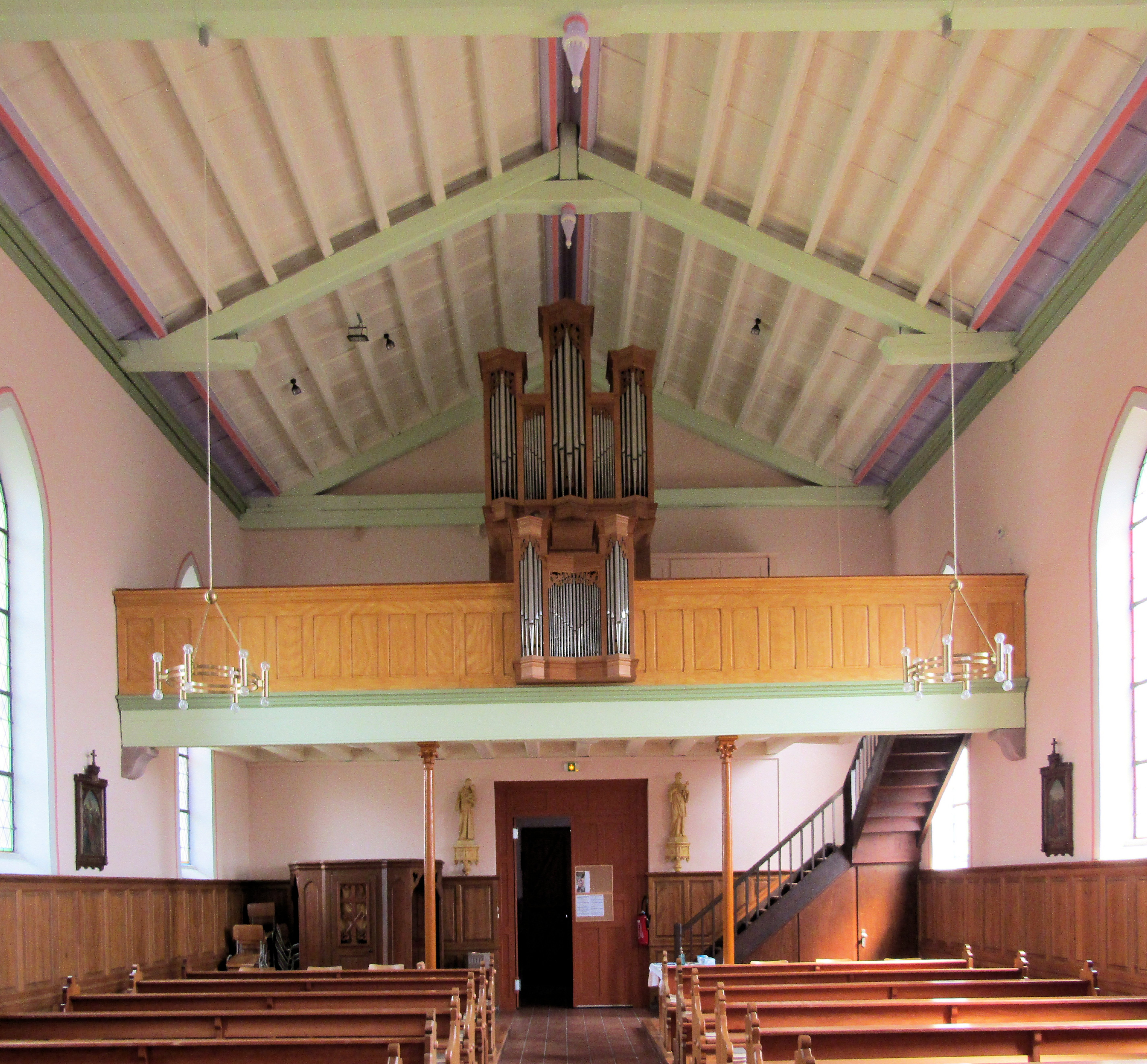
Orgel